# مؤتمر حرض

الشيخ الأحمر يصافح بعضاً من مشايخ بكيل الذين حضروا مؤتمر حرض إلى جانب الوفد الملكي.

مؤتمر حرض تم عقده تطبيقا للبيان السعودي المصري في23 نوفمبر 1965 بين جانبي الصراع في اليمن في أحداث ثورة 26 سبتمبر تحت رعاية مصر والسعودية.

## الوفود

### الوفد الجمهوري
برئاسة القاضي عبد الرحمن الإرياني، و النقيب نعمان قايد راجح ومعه الأستاذ أحمد محمد نعمان والشيخ أحمد علي المطري، والعميد محمد الرعيني، والعميد علي سيف الخولاني، والدكتور حسن مكي، وعدد من ضباط الثورة ومشائخ وعلماء وتجار الجمهورية

### الوفد الملكي
برئاسة السيد:أحمد محمد الشامي الذي كان وزير الخارجية للملكيين، وعضوية عدد من المشائخ
الملكيين الكبار منهم الشيخ ناجي الغادر، والشيخ حامس العوجري وغيرهم..

## الاجتماع
كان مدة الاجتماع شهر كامل ولم يصل إلى نتيجة بسبب أن الملكيين كانوا متشددين ويريدون القضاء على شرعية الثورة والجمهورية وتغيير النظام السياسي الذي اعترف به الشعب.
وكانت أول نقطة موضع النقاش هي اسم الدولة المؤقتة التي من المفروض أن تقوم حتى موعد الاستفتاء العام. وأراد كل من الجانبين فرض الدولة التي يريد، فالملكيون أرادوها مملكة اليمن والجمهوريون جمهورية اليمن. وقد تم تأجيل المؤتمر إلى ما بعد رمضان الذي كان سيبدأ بعد أسبوع.
كانت مهمة المؤتمر تجميع ما يسمى بالإطراف المعنية المتقاتلة باليمن كوسيلة لحل مشاكلها عن طريق وضع اليمن على عتبة مرحلة انتقالية تستمر فترة زمنية لا تقل عن ستة شهور ولا تزيد عن سنة تتم بعدها انتخابات حرة واستفتاء شعبي يتحدد بموجبه طبيعة نظام الحكم الذي يرتضيه الشعب اليمني لنفسه دونما أي تدخل أجنبي وقد أصر الجانب الملكي على تأسيس الدولة الإسلامية بينما تمسك الجمهوريون بالحفاظ على النظام الجمهوري وقبوله بأية صيغة أخرى في نطاق النظام الجمهوري واستبعاد أسرة حميد الدين.

## النتائج
1. فشل المؤتمر وتجدد القتال بين الجمهوريين والملكيين ووصل أنور السادات وعبد الحكيم عامر إلى اليمن واعدا الخطط والبرامج.
2. صدر قرار جمهوري بإنشاء مجلس الشورى مؤلف من مئة وستين عضوا يمثلون محافظات اليمن المختلفة وذلك بهدف حشد الجماهير وقوى المشائخ لمواجهة التحركات والضغوط الخارجية.
3. تم تشكيل أول تنظيم سياسي باسم «الاتحاد الاشتراكي اليمني» نتيجة لفشل المؤتمر وتكوين مجلس الشورى ولعدم التوصل إلى نتيجة مع مصر اتخذت المملكة العربية السعودية خطوة جديدة فشجعت بعض المشائخ والمثقفين والمدنيين والمنشقين والملكيين على عقد مؤتمر الطائف.
4. مؤتمر حرض الذي طرح فيه من الجانب الملكي وبعض الأطراف الأخرى قضية إلغاء النظام الجمهوري وإيجاد أخر تحت مسميات عدة ولكن صمود القادة الأحرار في ذلك المؤتمر تساندهم جماهير الشعب صاحبة المصلحة الحقيقية في الثورة والجمهورية وقفوا بكل شجاعة وثبات ولم يسقطوا ولم يتنازلوا عن النظام الجمهوري وخرجت الثورة والجمهورية منتصرة من أول حصار لها.